# You Still Touch Me
You Still Touch Me is een nummer van de Britse muzikant Sting uit 1996. Het is de tweede single van zijn vijfde soloalbum Mercury Falling.
Sting noemde de plaat "een standaard nummer over liefde en verlies". Voor dit nummer heeft Sting de gitaarriff uit Soul Man van Sam & Dave geleend. Hij probeerde de riff naar eigen zeggen niet te verbeteren, omdat hij de riff op zichzelf al briljant vond, maar hij probeerde het slechts "een beetje te verdraaien, en het te combineren met andere elementen om het je eigen te maken."
"You Still Touch Me" bereikte een bescheiden 27e positie in het Verenigd Koninkrijk. Daarbuiten bereikte het ook in Noord-Amerika de hitlijsten. In Nederland en Vlaanderen bereikte het nummer de hitparades niet.